# .ss

Bandera de Sudán del Sur.

.ss es el dominio de nivel superior geográfico (ccTLD) de Sudán del Sur. Proviene del código usado para identificar a Sudán del Sur en el estándar ISO 3166-1, el cual corresponde a SS. De acuerdo a CIO East Africa, el TLD fue asignado el 10 de agosto de 2011 tras la declaración de independencia de Sudán. El dominio de nivel superior fue registrado el 31 de agosto de 2019, pero no fue agregado a la zona raíz del DNS y por lo tanto no servía función. El dominio fue aprobado en la reunión de la junta directiva de ICANN el 27 de enero de 2019, y fue agregado a la zona raíz el 2 de febrero de 2019.
Previo a su registro, la Subsecretaría de Telecomunicaciones del país había expresado preocupación ante la posibilidad del rechazo del ccTLD, ya que SS también es una abreviación de Schutzstaffel, el cuerpo paramilitar de la Alemania nazi.
Antes de que se realizara la independencia de Sudán del Sur, su dominio correspondiente era .sd, el dominio de nivel superior de Sudán.
El registro de dominios se inició en tres períodos, y se hicieron disponibles al público general el 1 de septiembre de 2020.

## Dominios de segundo nivel
A su vez existen varios dominios de segundo nivel:
- .edu.ss - para instituciones educativas de nivel superior de Sudán del Sur
- .com.ss - abierto a todos los interesados (su uso previsto es para cuerpos comerciales)
- .net.ss - para operadores de redes
- .biz.ss - cualquier negocio
- .org.ss - para organizaciónes no gubernamentales de Sudán del Sur
- .sch.ss - para escuelas de primaria y secundaria de Sudán del Sur
- .me.ss  - para sitios personales (nombre.me.ss)
- .gov.ss - su uso es únicamente para entidades del gobierno de Sudán del Sur